# 特使航空航點列表
美國航空集团全资子公司特使航空以美鷹航空名义服务以下航点：

## 加拿大
- 安大略
  - 多伦多 - 多倫多皮爾遜國際機場
- 魁北克
  - 蒙特利尔 - 蒙特利尔皮埃尔·埃利奥特·特鲁多国际机场

## 墨西哥
- 阿瓜斯卡連特斯州
  - 阿瓜斯卡连特斯 - Lic. Jesús Terán Peredo International Airport（英语：Lic. Jesús Terán Peredo International Airport）
- 奇瓦瓦州
  - 奇瓦瓦市 - General Roberto Fierro Villalobos International Airport（英语：General Roberto Fierro Villalobos International Airport）
- 科阿韋拉州
  - 托雷翁 - Francisco Sarabia International Airport（英语：Francisco Sarabia International Airport）
- 瓜納華托州
  - 莱昂 - Del Bajío International Airport（英语：Del Bajío International Airport）
- 哈利斯科州
  - 瓜达拉哈拉 - Don Miguel Hidalgo y Costilla International Airport（英语：Don Miguel Hidalgo y Costilla International Airport）
- 米却肯州
  - 莫雷利亚 - General Francisco J. Mujica International Airport（英语：General Francisco J. Mujica International Airport）
- 普埃布拉州
  - 普埃布拉 - 普埃布拉州国际机场
- 克雷塔羅州
  - 克雷塔罗 - Querétaro International Airport（英语：Querétaro International Airport）
- 聖路易斯波托西州
  - 圣路易斯波托西市 - Ponciano Arriaga International Airport（英语：Ponciano Arriaga International Airport）
- 錫那羅亞州
  - 馬薩特蘭 - General Rafael Buelna International Airport（英语：General Rafael Buelna International Airport）

## 美國
- 阿拉巴马州
  - 伯明翰 - 伯明翰-沙特尔斯沃思国际机场
  - 亨茨维尔/迪凯特 - Huntsville International Airport（英语：Huntsville International Airport）
  - 莫比尔 - Mobile Regional Airport（英语：Mobile Regional Airport）
  - 蒙哥马利 - 蒙哥馬利地方機場
- 亞利桑那州
  - 鳳凰城 - 鳳凰城天港國際機場
  - 图森 - Tucson International Airport（英语：Tucson International Airport）
- 阿肯色州
  - 费耶特维尔 - Northwest Arkansas Regional Airport（英语：Northwest Arkansas Regional Airport）
  - 史密斯堡 - Fort Smith Regional Airport（英语：Fort Smith Regional Airport）
  - 小岩城 - Little Rock National Airport（英语：Little Rock National Airport）
  - Texarkana（英语：Texarkana, Arkansas） - Texarkana Regional Airport（英语：Texarkana Regional Airport）
- 加利福尼亚州
  - 弗雷斯诺 - 弗雷斯诺优胜美地国际机场
  - 洛杉矶 - 洛杉磯國際機場
  - 蒙特雷 - Monterey Regional Airport（英语：Monterey Regional Airport）
  - 沙加緬度 - 沙加緬度國際機場
  - 聖地牙哥  - 聖地牙哥國際機場
  - 聖荷西 - 諾曼·峰田聖荷西國際機場
- 科羅拉多州
  - 阿斯彭 - Aspen-Pitkin County Airport（英语：Aspen-Pitkin County Airport）（季节性）
  - 丹佛 - 丹佛國際機場
  - 杜兰戈 - Durango-La Plata County Airport（英语：Durango-La Plata County Airport）
  - 蒙特罗斯 - Montrose Regional Airport（英语：Montrose Regional Airport）（季节性）
  - 大章克申 - Grand Junction Regional Airport（英语：Grand Junction Regional Airport）
  - 甘尼森 - Gunnison-Crested Butte Regional Airport（英语：Gunnison-Crested Butte Regional Airport）（季节性）
- 康乃狄克州
  - 哈特福 - 布拉德利國際機場
- 佛羅里達州
  - 麥爾茲堡 - Southwest Florida International Airport（英语：Southwest Florida International Airport）
  - 华尔顿堡滩 - Northwest Florida Regional Airport（英语：Northwest Florida Regional Airport）
  - 蓋恩斯維爾 - Gainesville Regional Airport（英语：Gainesville Regional Airport）
  - 杰克逊维尔 - 杰克逊维尔国际机场
  - 基韋斯特 - Key West International Airport（英语：Key West International Airport）
  - 迈阿密 - 邁亞密國際機場
  - 彭萨科拉 - Pensacola International Airport（英语：Pensacola International Airport）
  - 塔拉赫西 - Tallahassee Regional Airport（英语：Tallahassee Regional Airport）
  - 坦帕 - 坦帕國際機場
- 喬治亞州
  - 亚特兰大 - 哈茨菲尔德-杰克逊亚特兰大国际机场
  - 薩凡納 - Savannah/Hilton Head International Airport（英语：Savannah/Hilton Head International Airport）
- 伊利诺伊州
  - 布卢明顿 - Central Illinois Regional Airport（英语：Central Illinois Regional Airport）
  - 尚佩恩 - 伊利诺伊大学威拉德机场
  - 芝加哥 - 奥黑尔国际机场
  - 莫林 - Quad City International Airport（英语：Quad City International Airport）
  - 皮奥里亚  - General Wayne Downing Peoria International Airport（英语：General Wayne Downing Peoria International Airport）
  - 斯普林菲尔德 - Abraham Lincoln Capital Airport（英语：Abraham Lincoln Capital Airport）
- 印第安纳州
  - Evansville（英语：Evansville, Illinois） - Evansville Regional Airport（英语：Evansville Regional Airport）
  - 韋恩堡 - Fort Wayne International Airport（英语：Fort Wayne International Airport）
  - 印第安納波利斯 - 印第安纳波利斯国际机场
- 愛阿華州
  - 錫達拉皮茲 - The Eastern Iowa Airport（英语：The Eastern Iowa Airport）
  - 德梅因  - Des Moines International Airport
  - 迪比克  - Dubuque Regional Airport（英语：Dubuque Regional Airport）
  - 苏城 - Sioux Gateway Airport（英语：Sioux Gateway Airport）
  - 滑鐵盧 - Waterloo Regional Airport（英语：Waterloo Regional Airport）
- 堪薩斯州
  - Garden City（英语：Garden City, Kansas） - Garden City Regional Airport（英语：Garden City Regional Airport）
  - 曼哈頓 - Manhattan Regional Airport（英语：Manhattan Regional Airport）
  - 威奇托 - Wichita Eisenhower National Airport（英语：Wichita Mid-Continent Airport）
- 肯塔基州
  - 辛辛那提 - 辛辛那堤/北肯塔基國際機場
  - 路易維爾 - 路易维尔国际机场
  - 列克星敦 - 藍草機場
- 路易斯安那州
  - 亚历山德里亚 - Alexandria International Airport（英语：Alexandria International Airport (Louisiana)）
  - 巴吞鲁日 - Baton Rouge Metropolitan Airport（英语：Baton Rouge Metropolitan Airport）
  - 拉法葉 - Lafayette Regional Airport（英语：Lafayette Regional Airport）
  - 莱克查尔斯  - Lake Charles Regional Airport（英语：Lake Charles Regional Airport）
  - 门罗  - Monroe Regional Airport（英语：Monroe Regional Airport (Louisiana)）
  - 新奥尔良 - 新奥尔良路易斯阿姆斯特朗国际机场
  - 什里夫波特 - Shreveport Regional Airport（英语：Shreveport Regional Airport）
- 马里兰州
  - 巴爾的摩  - 巴尔的摩/华盛顿瑟古德·马歇尔国际机场
- 密歇根州
  - 底特律 - 底特律都会韦恩县机场
  - 大急流城 - Gerald R. Ford International Airport（英语：Gerald R. Ford International Airport）
  - 弗林特 - Bishop International Airport（英语：Bishop International Airport）
  - 卡拉马祖 - Kalamazoo-Battle Creek International Airport（英语：Kalamazoo-Battle Creek International Airport）
  - Marquette（英语：Marquette, Michigan） - Sawyer International Airport（英语：Sawyer International Airport）
  - 特拉弗斯城  - Cherry Capital Airport（英语：Cherry Capital Airport）
- 明尼蘇達州
  - 明尼阿波利斯 - 明尼阿波利斯－圣保罗国际机场
  - 羅徹斯特  - Rochester International Airport（英语：Rochester International Airport）
- 密西西比州
  - 杰克逊 - Jackson-Evers International Airport（英语：Jackson-Evers International Airport）
  - 格尔夫波特 - Gulfport-Biloxi International Airport（英语：Gulfport-Biloxi International Airport）
- 密蘇里州
  - Joplin（英语：Joplin, Missouri） - Joplin Regional Airport（英语：Joplin Regional Airport）
  - 堪薩斯城 - Kansas City International Airport（英语：Kansas City International Airport）
  - 圣路易斯 - 兰伯特-圣路易斯国际机场
  - 斯普林菲尔德 - Springfield-Branson National Airport（英语：Springfield-Branson National Airport）
- 內布拉斯加州
  - 格蘭德艾蘭 - Central Nebraska Regional Airport（英语：Central Nebraska Regional Airport）
  - 奥马哈 - Eppley Airfield（英语：Eppley Airfield）
- 內華達州
  - 雷諾 - 雷诺-太浩国际机场
- 新罕布什爾州
  - 曼徹斯特 - Manchester-Boston Regional Airport（英语：Manchester-Boston Regional Airport）
- 新澤西州
  - 紐華克 - 紐華克自由國際機場
- 新墨西哥州
  - 阿布奎基 - 阿爾伯克基國際機場
  - 圣菲 - Santa Fe Municipal Airport（英语：Santa Fe Municipal Airport）
  - 羅斯維爾 - Roswell International Air Center（英语：Roswell International Air Center）
- 紐約州
  - 水牛城 - Buffalo Niagara International Airport（英语：Buffalo Niagara International Airport）
  - 纽约
    - 約翰·甘迺迪國際機場
    - 拉瓜地亞機場

  - 羅徹斯特 - Greater Rochester International Airport（英语：Greater Rochester International Airport）
  - 锡拉丘兹 - 雪城汉考克国际机场
  - 沃特敦市 - Watertown International Airport（英语：Watertown International Airport）
  - 白原市 - Westchester County Airport（英语：Westchester County Airport）
- 北卡羅來納州
  - 阿什维尔 - Asheville Regional Airport（英语：Asheville Regional Airport）
  - 夏洛特 - 夏洛特道格拉斯國際機場
  - 格林斯伯勒 - Piedmont Triad International Airport（英语：Piedmont Triad International Airport）
  - 罗利 - 羅利達拉姆國際機場
- 北达科他州
  - 法戈 - Hector International Airport（英语：Hector International Airport）
- 俄亥俄州
  - 克利夫兰 - 克里夫蘭霍普金斯國際機場
  - 哥伦布 - 哥伦布港国际机场
  - 辛辛那提 - 辛辛那堤/北肯塔基國際機場
  - 代顿 - Dayton International Airport（英语：Dayton International Airport）
  - 托莱多 - Toledo Express Airport（英语：Toledo Express Airport）
- 俄克拉何马州
  - 劳顿 - Lawton-Fort Sill Regional Airport（英语：Lawton-Fort Sill Regional Airport）
  - 奧克拉荷馬市 - 威尔·罗杰斯世界机场
  - 斯蒂尔沃特 - Stillwater Regional Airport（英语：Stillwater Regional Airport）
  - 塔爾薩 - 塔尔萨国际机场
- 宾夕法尼亚州
  - 哈里斯堡 - Harrisburg International Airport（英语：Harrisburg International Airport）
  - 費城 - 費城國際機場
  - 匹兹堡 - 匹兹堡国际机场
  - 威尔克斯-巴里 - Wilkes-Barre/Scranton International Airport（英语：Wilkes-Barre/Scranton International Airport）
- 南卡罗来纳州
  - 查尔斯顿 - Charleston International Airport（英语：Charleston International Airport）
  - 哥伦比亚 - Columbia Metropolitan Airport（英语：Columbia Metropolitan Airport）
  - 格林维尔 - Greenville-Spartanburg International Airport（英语：Greenville-Spartanburg International Airport）
  - 默特尔比奇 - Myrtle Beach International Airport（英语：Myrtle Beach International Airport）
- 南达科他州
  - 拉皮德城 - Rapid City Regional Airport（英语：Rapid City Regional Airport）
  - 苏瀑 - 蘇瀑支線機場
- 田納西州
  - 查塔努加 - Chattanooga Metropolitan Airport（英语：Chattanooga Metropolitan Airport）
  - 諾克斯維爾 - McGhee Tyson Airport（英语：McGhee Tyson Airport）
  - 孟菲斯 - 孟菲斯国际机场
- 德克薩斯州
  - 阿比林 - Abilene Regional Airport（英语：Abilene Regional Airport）
  - 阿馬里洛 - Rick Husband Amarillo International Airport（英语：Rick Husband Amarillo International Airport）
  - 布朗斯維爾 - Brownsville/South Padre Island International Airport（英语：Brownsville/South Padre Island International Airport）
  - 大學城 - Easterwood Airport（英语：Easterwood Airport）
  - 科珀斯克里斯蒂 - Corpus Christi International Airport（英语：Corpus Christi International Airport）
  - Dallas-Fort Worth Metroplex（英语：Dallas-Fort Worth Metroplex） - 达拉斯/沃思堡国际机场
  - 艾爾帕索 - El Paso International Airport（英语：El Paso International Airport）
  - 休斯敦
    - 喬治·布什洲際機場
    - 威廉·佩特斯·霍比机场

  - 基林 - Killeen-Fort Hood Regional Airport（英语：Killeen-Fort Hood Regional Airport）
  - 拉雷多 - Laredo International Airport（英语：Laredo International Airport）
  - 朗維尤 - East Texas Regional Airport（英语：East Texas Regional Airport）
  - 拉伯克 - Lubbock Preston Smith International Airport（英语：Lubbock Preston Smith International Airport）
  - Midland/Odessa（英语：Midland-Odessa combined statistical area） - Midland International Airport（英语：Midland International Airport）
  - 聖安吉洛 - Mathis Field（英语：Mathis Field）
  - 泰勒 - Tyler Pounds Regional Airport（英语：Tyler Pounds Regional Airport）
  - 韋科 - Waco Regional Airport（英语：Waco Regional Airport）
  - 威奇托福尔斯 - Wichita Falls Municipal Airport（英语：Wichita Falls Municipal Airport）
- 犹他州
  - 盐湖城 - 盐湖城国际机场
- 弗吉尼亚州
  - 諾福克 - 諾福克國際機場
  - 里士满 - 里士满国际机场
- 哥伦比亚特区
  - 华盛顿哥伦比亚特区 - 罗纳德·里根华盛顿国家机场
- 西弗吉尼亚州
  - 查尔斯顿 - Yeager Airport（英语：Yeager Airport）
- 威斯康星州
  - Appleton（英语：Appleton International Airport） - Appleton International Airport（英语：Appleton International Airport）
  - 格林贝 - Austin Straubel International Airport（英语：Austin Straubel International Airport）
  - 拉克罗斯 - La Crosse Regional Airport（英语：La Crosse Regional Airport）
  - 麦迪逊 - Dane County Regional Airport（英语：Dane County Regional Airport）
  - 密尔沃基 - General Mitchell International Airport（英语：General Mitchell International Airport）
  - Wausau（英语：Wausau, Wisconsin） - Central Wisconsin Airport（英语：Central Wisconsin Airport）

## 巴哈馬
- 阿巴科群岛
  - Marsh Harbour（英语：Marsh Harbour） - Marsh Harbour Airport（英语：Marsh Harbour Airport）
  - Treasure Cay（英语：Treasure Cay） - Treasure Cay Airport（英语：Treasure Cay Airport）
- 伊柳塞拉岛
  - North Eleuthera（英语：North Eleuthera） - North Eleuthera Airport（英语：North Eleuthera Airport）
- Exuma（英语：Exuma）
  - George Town（英语：George Town, Bahamas） - Exuma International Airport（英语：Exuma International Airport）
- 大巴哈马岛
  - Freeport（英语：Freeport, Bahamas） - Grand Bahama International Airport（英语：Grand Bahama International Airport）
- 新普罗维登斯岛
  - 拿骚 - 林丁平德林国际机场

## 備註
1. ↑  .   [2022-01-13]. （原始内容存档于2021-04-22）.